# 新京成電鉄N800形電車
新京成電鉄N800形電車（しんけいせいでんてつN800がたでんしゃ）は、2005年（平成17年）に登場した新京成電鉄の通勤形電車。2025年の新京成電鉄の京成電鉄への吸収合併に伴い、同社に承継された。

## 概要
老朽化した800形・8000形の置き換えと2006年（平成18年）12月10日に開始された京成千葉線への片乗り入れに伴い、「京成・新京成直通車両規格」に準拠した車両として製造された。落成直前までは仮称であった「新800形」と呼ばれることもあった。2005年（平成17年）4月に竣工し、同年5月28日の試乗会を経て、翌5月29日より営業運転を開始した。
新京成電鉄では、1971年（昭和46年）の800形・8000形・8800形・8900形と4世代に渡って新京成オリジナル設計の車両を導入してきたが、本形式ではモハ250形およびサハ550形以来の京成電鉄の車両を基本とした設計に戻った形となった。
2025年4月1日付で新京成電鉄が京成電鉄に吸収合併されたのに伴い、京成電鉄に継承された。
形式のN800形のNはNewを意味する。なお、数字の前に「N」を冠した鉄道車両の主な形式・系列としては、他に新幹線N700系電車（車両番号にはNは付かない）や名古屋市交通局N1000形電車/N3000形電車等がある。

## 車体

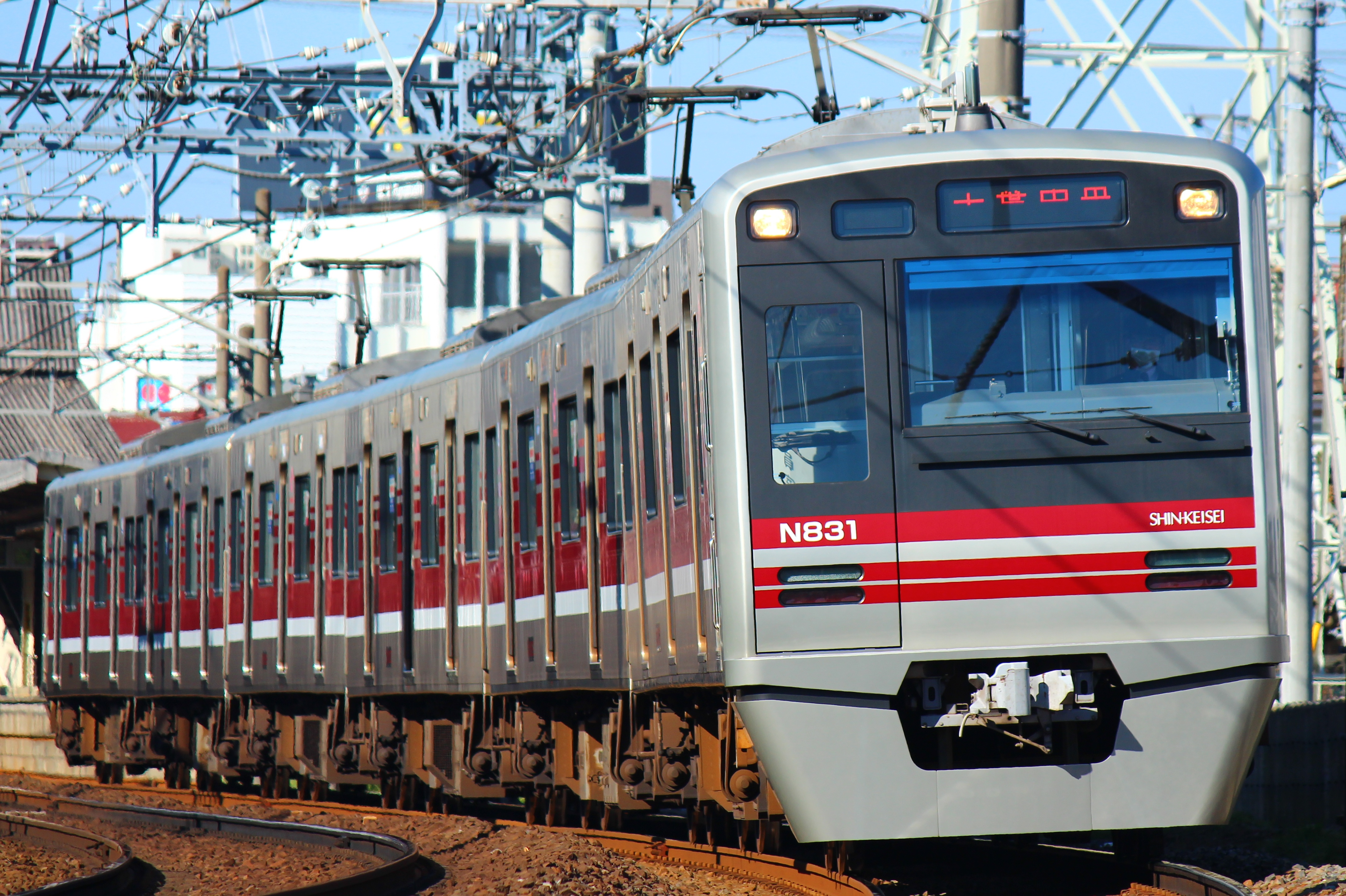
N800形旧塗装編成

製造コストの低減のため、車体構造や基本的な性能などは京成新3000形を基本とした「京成グループ標準車体」を採用し、車体帯を新京成電鉄のラインカラーの一つとされるマルーン（上）と白色（下）としている。車体側面の4本のマルーン帯は、新京成線沿線の4つの自治体（松戸市・鎌ケ谷市・船橋市・習志野市）をイメージしたものである。また、白色帯は新京成電鉄を表し、クリーンでオープンな企業イメージを表現している。車体外部窓枠の色は本形式のみ黒色処理としている。
なお2014年（平成26年）8月以降順次、新京成が保有する全車両に対して同年6月に制定されたコーポレートカラーを用いたデザインへの変更が実施されることに伴い、本形式では2015年2月にN828編成が新デザインで登場しており、N848編成以降は新製時から新デザインで登場している。
列車無線は新京成線用の空間波無線（SR）方式のほか、京成線乗り入れに対応するため誘導無線（IR）方式も搭載している（N818編成は登場当時IR無線は準備工事で台座のみ設置。2006年夏に本体・アンテナを設置。以降の編成は最初から設置）。これに加え、非常用貫通路、運転台の機器配置、保安装置等も京成3000形に準じているため、京成線以外にも京成線と直通運転を行っている北総線や都営浅草線・京急線などでも車両の構造上は走行が可能である。またベース車の京成3000形が京浜急行電鉄対応仕様であるがゆえに、本形式でも先頭車が制御電動車 (Mc) となっている。起動加速度などは京成の仕様に合わせているため、従来の車両より若干加速力が高くなっている。
冷房装置はN818編成・N828編成が東芝製RPU-11018形、N838編成以降が三菱電機製CU-718形を採用している。いずれも屋根上集中式で、能力46.52kW（40,000kcal/h）となる。
パンタグラフは集電舟がくぬぎ山車両基地に設置の自動計測装置に対応したものを搭載していることから他とは形態が異なり、このため形式名称も異なる（PT7155-B。京成・北総はPT7131-B）。また、パンタグラフ脇のランボードは未設置となっている。

## 車内設備
基本的なレイアウトは新3000形に準じているが、カラースキームは座席表地がワインレッド色・ピンク系化粧板と8800形・8900形に近いものとなった。客用扉脇には新京成独自となる鏡を設置、側窓のロールアップカーテンは沿線名産の梨やぶどうの柄が入っている。つり革は8800形更新車・8900形と同型の三角形を使用している。
乗務員室の遮光幕は、京成新3000形では助士席側には設置されていないが、新京成の従来形式では助士席側にも遮光幕が設置されているのに合わせて本形式にも設置された。乗務員室の運転士側と中央はスモークガラスとされたのも従来形式と同一である。
8900形と同様に客用ドア上部にはLED式車内案内表示器を設置する。本形式では千鳥配置だが、京成新3000形と同一仕様であり、8900形に存在したデジタル時計は設置されていない。
新京成では初めて乗降促進放送を装備した。8900形で搭載された車内自動放送は本形式では当初搭載されておらず、後日自動放送装置が設置された（N848編成以降は導入当時から設置）。

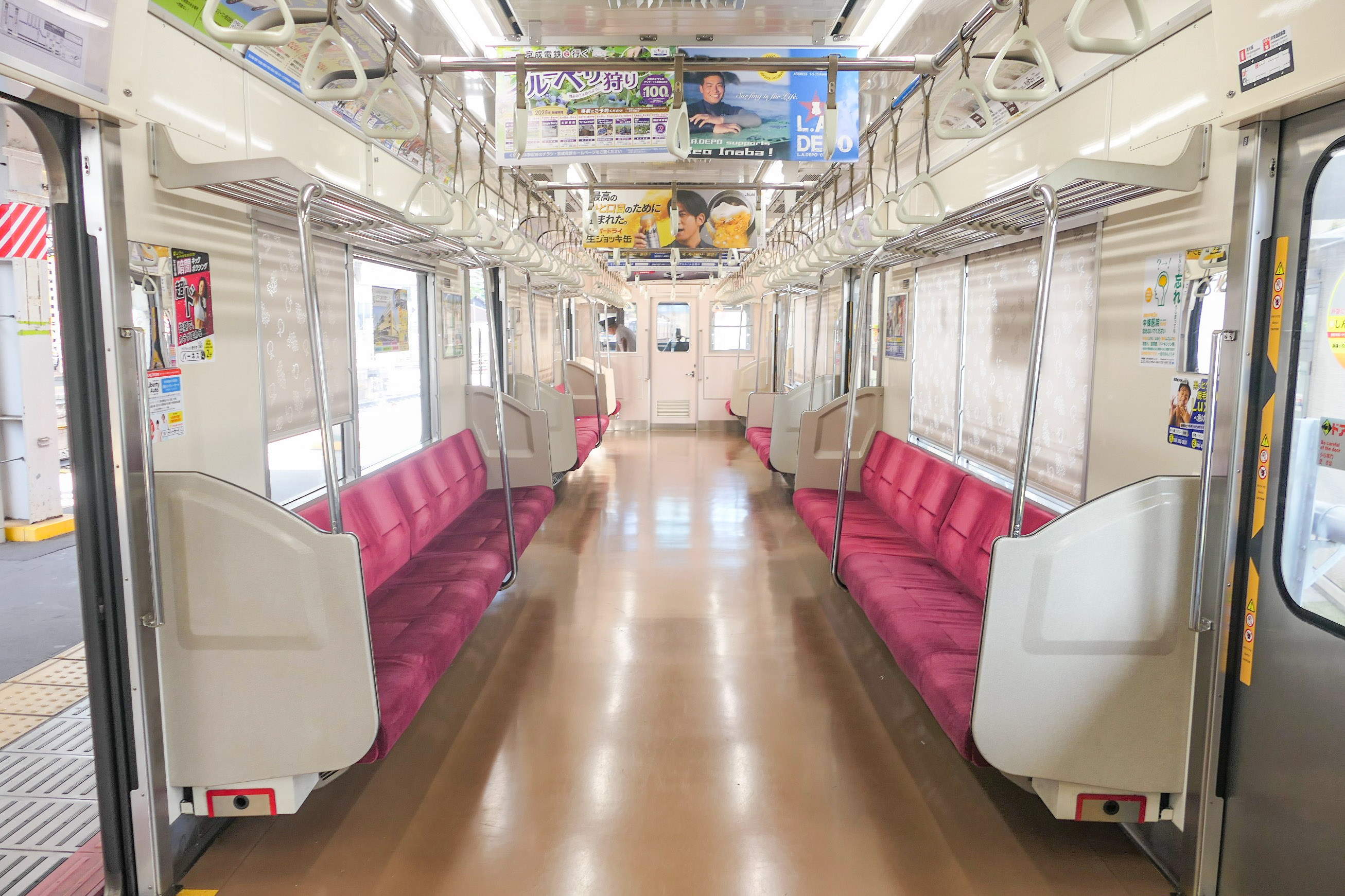
車内
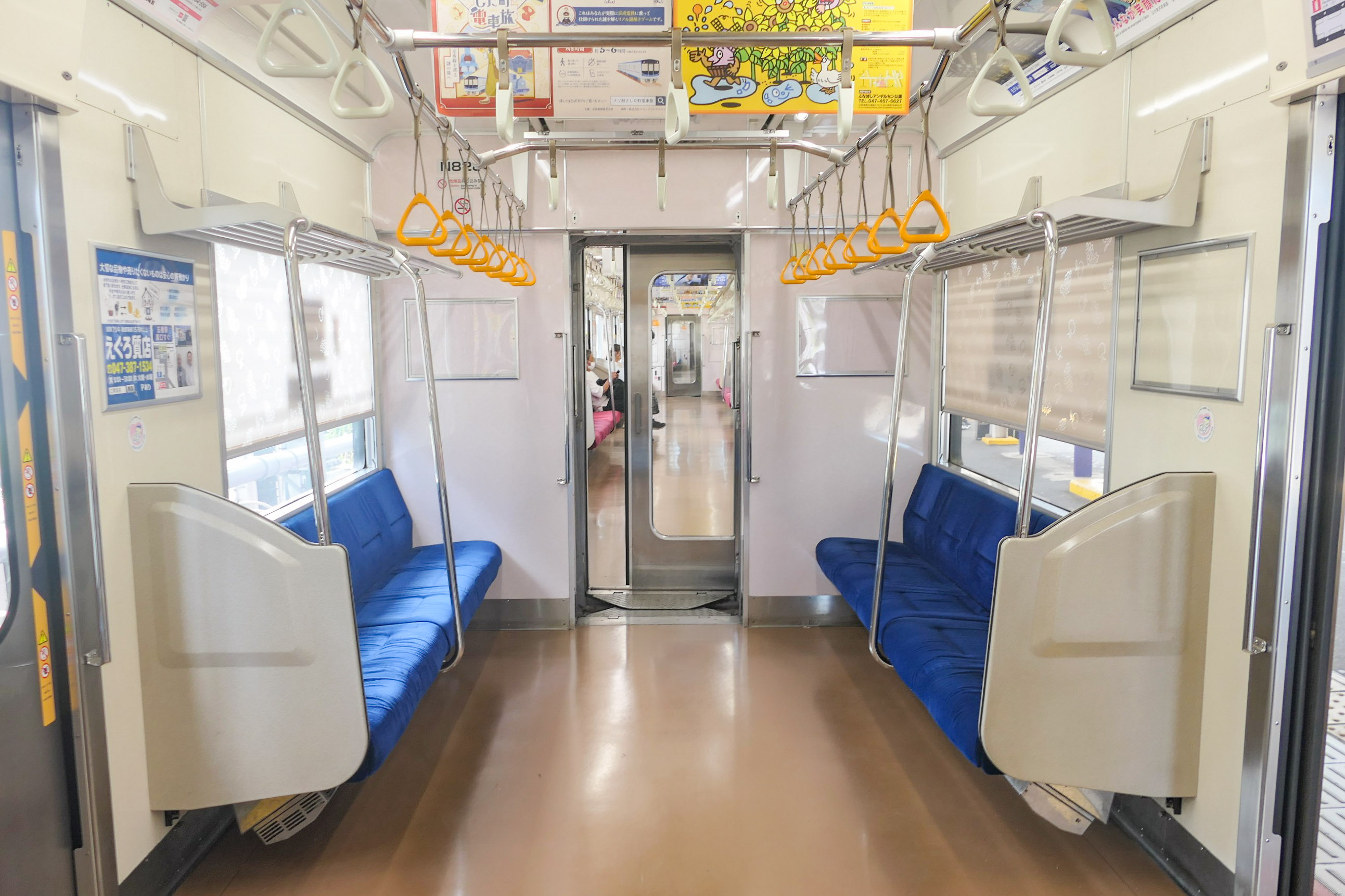
車端部の優先席
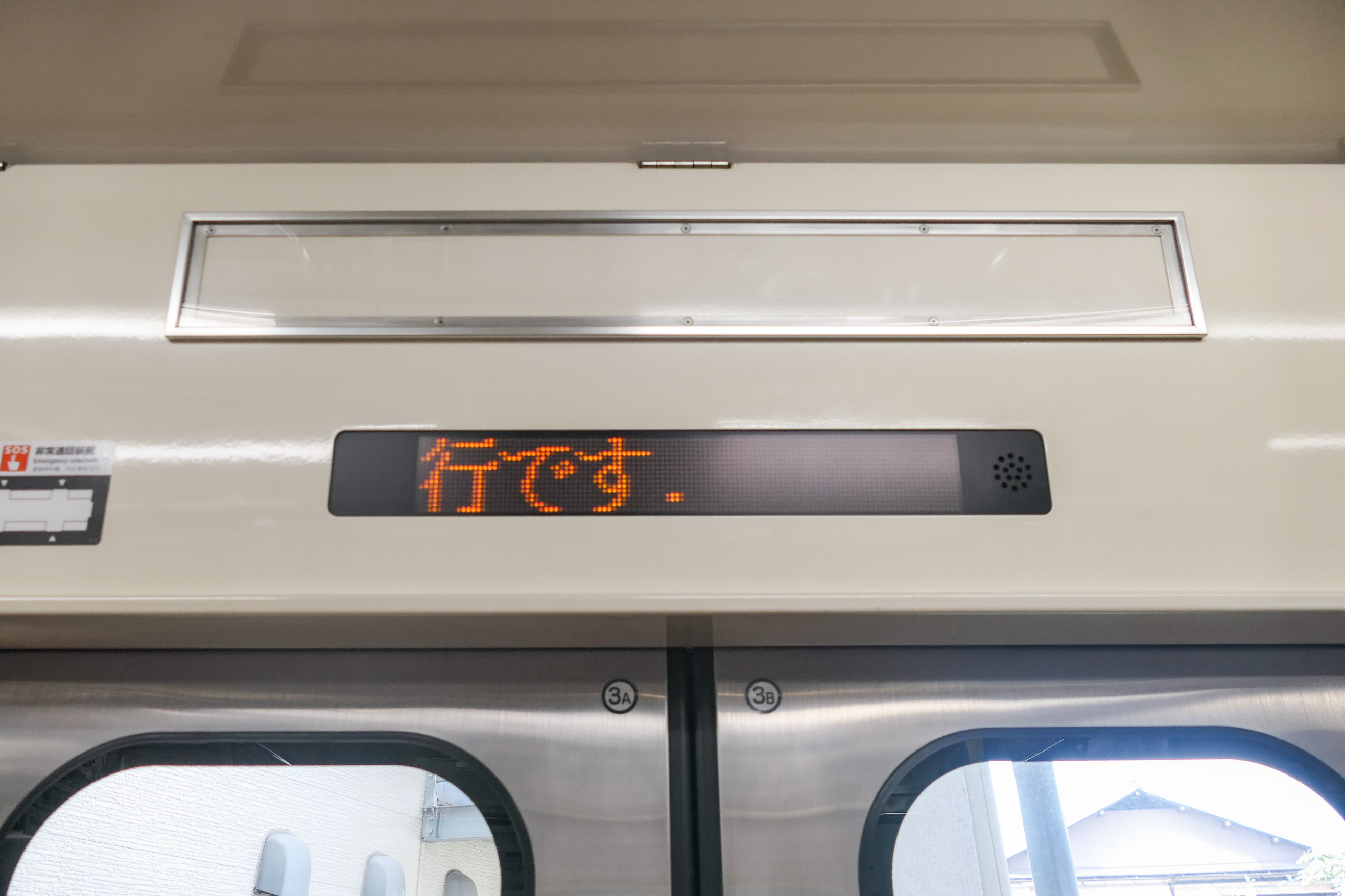
LED式車内案内表示器

## 編成表
|          | ← 松戸京成津田沼・千葉中央 → |                 |                 |                 |                 |                  |            |
| 号車     | 6                            | <5>             | 4               | 3               | <2>             | 1                | 竣工時期   |
| 形式     | モハN808形 (Mc8)             | モハN807形 (M7) | サハN806形 (T6) | サハN803形 (T3) | モハN802形 (M2) | モハN801形 (Mc1) | 竣工時期   |
| 機器     | CP・BT                       | VVVF            | SIV             | SIV             | VVVF            | CP・BT           | 竣工時期   |
| 車両重量 | 33.0t                        | 33.0t           | 27.0t           | 27.0t           | 33.0t           | 33.0t            | 竣工時期   |
| 編成     | N818                         | N817            | N816            | N813            | N812            | N811             | 2005年4月  |
| 編成     | N828                         | N827            | N826            | N823            | N822            | N821             | 2010年12月 |
| 編成     | N838                         | N837            | N836            | N833            | N832            | N831             | 2012年9月  |
| 編成     | N848                         | N847            | N846            | N843            | N842            | N841             | 2015年12月 |
| 編成     | N858                         | N857            | N856            | N853            | N852            | N851             | 2018年8月  |

- VVVF：主制御機（VVVFインバータ）
- <>：パンタグラフ
- SIV：補助電源（静止形インバータ）
- CP：空気圧縮機
- BT：蓄電池
- 構造上は3・4号車間に中間電動車2両（松戸方からM5+M4（京成のM1'+M2に相当）のユニット）が挟めるようになっているが、2015年12月現在、中間電動車を増備する計画はない。

## その他

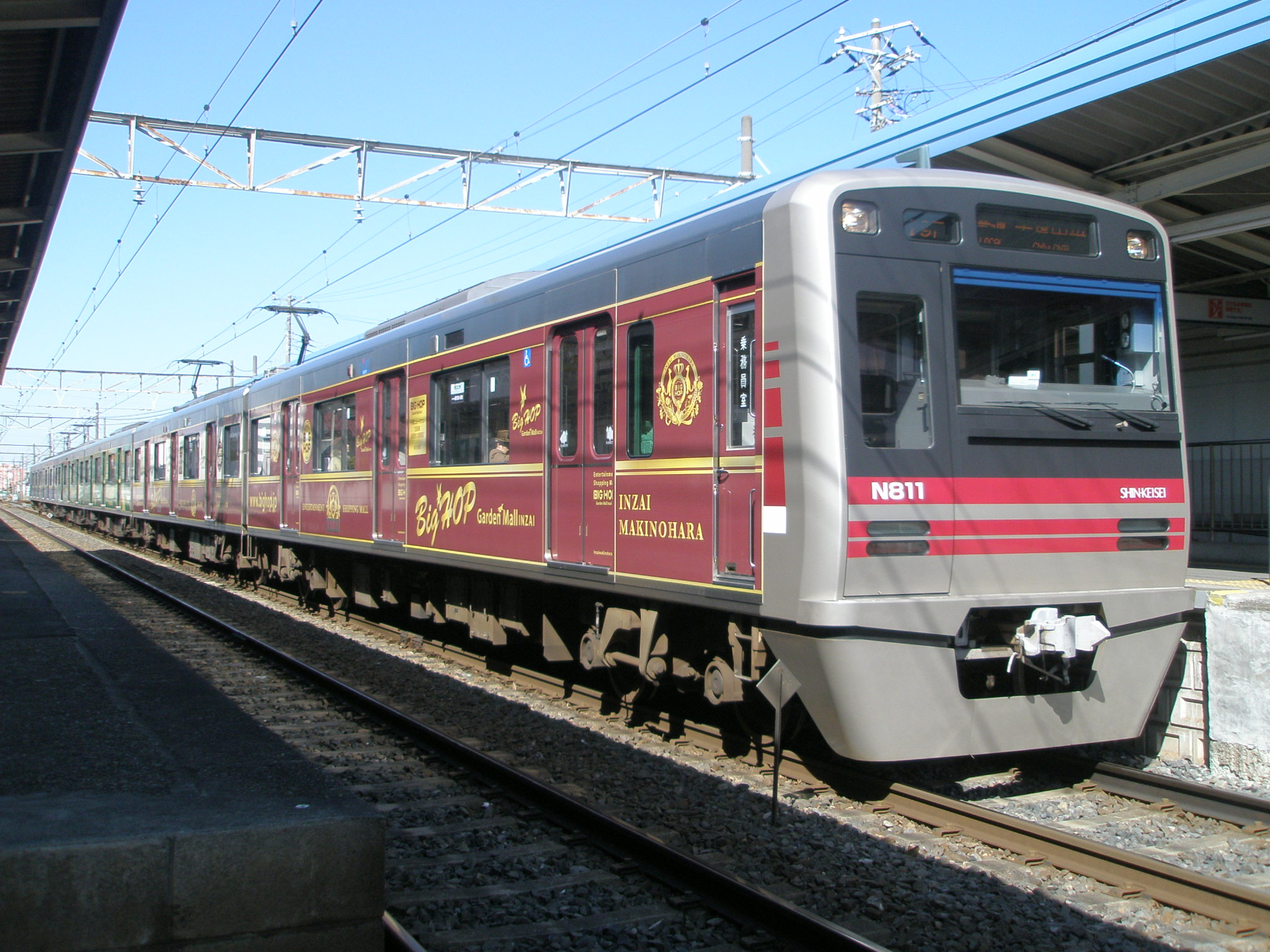
BIG HOPガーデンモール印西の広告ラッピング編成

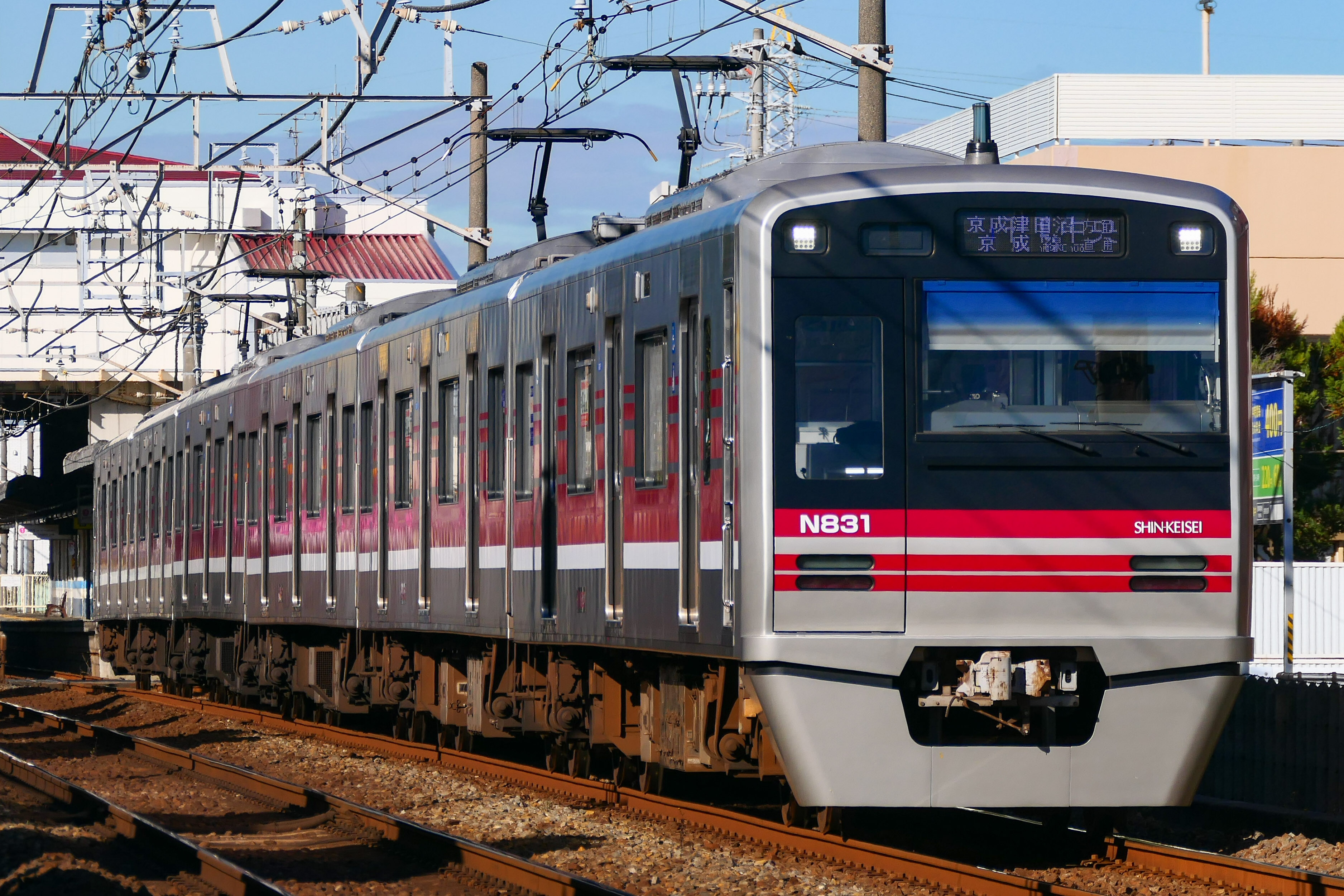
復刻塗装となったN838編成
（2024年11月29日 三咲駅 - 滝不動駅間）

- 2010年度にN828編成が増備され、当該編成は2011年1月28日より営業運転を開始した[7]。機器の一部が京成新3050形準拠に変更されている。
- N838編成は2024年7月24日から、登場時のマルーンカラーに復刻され運行されている[8]。